# Casa a la plaça de Baix, 11 (Santa Pau)
La Casa a la plaça de Baix, 11 és una obra de Santa Pau (Garrotxa) inclosa a l'Inventari del Patrimoni Arquitectònic de Catalunya.

## Descripció
És una casa de planta rectangular situada a la Plaça de Baix de Santa Pau. Va ser bastida amb carreus ben treballats en les portes i finestres, i grollers a la resta de l'edifici. Disposa de planta baixa (amb dos portes d'accés, una amb llinda de fusta i l'altre de pedra) i dos pisos superiors. Cal destacar la finestra esquerra del primer pis, decorada amb motius d'estil gòtic, que porta inscrita la data de fundació de la casa: 1582.

## Història
La vila de Santa Pau deu la gran empenta constructiva als seus barons. A finals de l'època feudal es va bastir tot el reducte fortificat: muralles, castell, plaça porticada o firal dels bous i grans casals. Poc després es va bastir la Vila Nova, fora muralles, al vol de la Plaça de Baix; cal destacar els casals de Can Daniel i Can Cortada. Al segle xviii es construïren les cases del carrer del Pont i les del carrer de Sant Roc. En el segle passat s'edificaren les cases del Carrer Major.